# Magyar Nemzeti Digitális Archívum
Magyar Nemzeti Digitális Archívum  (acronyme : MaNDA ; français : Archives nationales hongroises numérisées) est une bibliothèque numérique hongroise. Elle est un partenaire de confiance de Europeana, plateforme numérique européenne lancée en novembre 2008 par la Commission européenne,participant à certains de ses projets.